# Зрение (сериал)
„Зрение“ е американска научнофантастична драматична уеб телевизионна поредица, продуцирана за Apple TV +.
Написана е от Стивън Найт и е режисирана от Франсис Лорънс. Изпълнителни продуценти включват Найт, Лорънс, Питър Чернин, Джено Топинг и Кристен Кампо. Премиерата му е на 1 ноември 2019 г.

## Сюжет
В далечното бъдеще, човешката раса губи своето зрение и обществото намира други начини за взаимодействие, да градят, ловуват и оцеляват. Докато жената на вождът на племето Алкени – Баба Вос, ражда близнаци, което за изненада на всички от племето – може да виждат.
Докато мълвата се разпространява, тя привлича вниманието на цинично племе и тяхната кралица, които няма да се спрат пред нищо, за да изтръгнат близнаците от техните ръце. За да защити децата си, Вос е принуден да разчита на инстинктите си и трябва да обедини своите братски племена, за да свалят кралицата и нейния тираничен култ, преди да успеят да заловят децата.

## В ролите
- Джейсън Момоа като Баба Вос, лидер на племето Алкени.
- Алфър Уудърд като Парис, мъдър по-стар член на Алкени.
- Силвия Хоекс като кралица Кейн, владетел на царството на Паян.
- Хера Хилмар като Магра, новодошъл в Алкени – майка на Кофун и Ханиуа, и съпруга на Баба Вос.
- Кристиан Камарго в ролята на Тамакти Джун, генерал на ловците на вещиците и водач на армията на кралица Кейн.
- Арчи Мадекве като Кофун, син на Джерламарел и Магра, който има способността да вижда.
- Неста Купър като Ханиуа, дъщеря на Джерламарел и Магра, която също има способността да вижда.
- Ядира Гевара-Прип като Боу Лайън/Сянка, Войн от Алкените със способността да се движи неоткрит.